# Arctia unomaculata
Arctia unomaculata är en fjärilsart som beskrevs av Arnold Spuler 1906. Arctia unomaculata ingår i släktet Arctia och familjen björnspinnare. Inga underarter finns listade i Catalogue of Life.